# St. Alban (Bötzingen)
St. Alban, auch Pestkapelle St. Alban genannt, ist eine Kapelle im Ortsteil Oberschaffhausen der Gemeinde Bötzingen am Ostrand des Kaiserstuhls. Sie gehört zur Seelsorgeeinheit March-Gottenheim im Dekanat Breisach-Neuenburg des Erzbistums Freiburg und ist bekannt durch ihre mittelalterlichen Fresken.

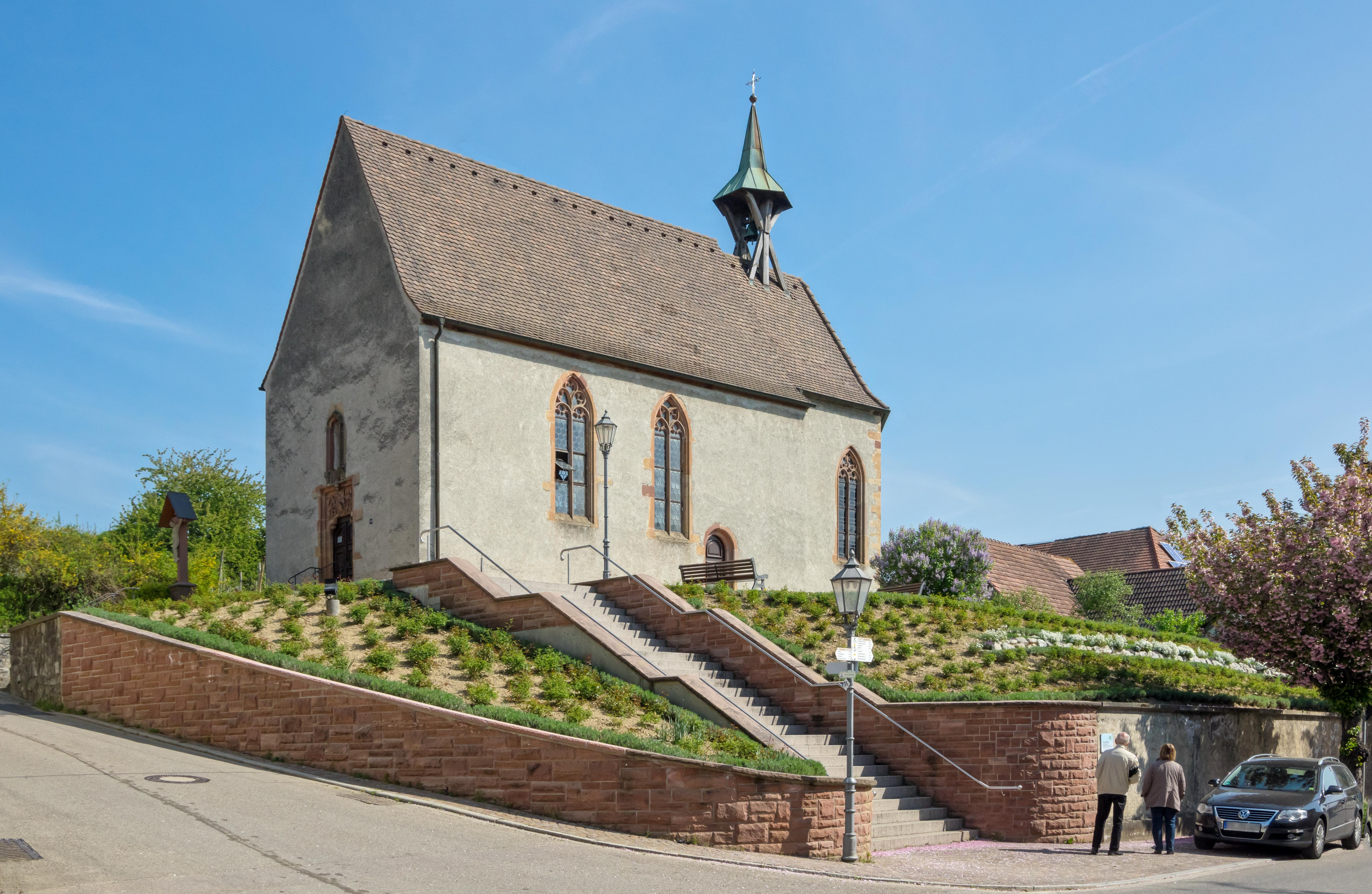
St. Alban von der Bergstraße gesehen

## Geschichte
Zieht sich der Ortsteil Bötzingen längs der Hauptstraße in Nord-Süd-Richtung am Ostrand des Kaiserstuhls hin, so erstreckt sich Oberschaffhausen längs der Bergstraße über 1 km westwärts in den Kaiserstuhl hinein. Bötzingen wird 769 in einer Urkunde des Klosters Lorsch erstmals erwähnt, Oberschaffhausen 1143 in einer Bestätigung Papst Eugens III. von Besitz des Klosters St. Ulrich im Schwarzwald. Im 14. Jahrhundert hatten zwei Freiburger Patriziergeschlechter die Ortsherrschaft inne, die Schnewlin und die Moser. Der Anteil der Moser kam im 15. Jahrhundert an die Markgrafen von Baden-Hachberg und wurde mit der Markgrafschaft Baden-Durlach 1556 protestantisch. Der Anteil der Schnewlin unterstand den Habsburgern und blieb römisch-katholisch. Grundbesitz in den beiden Dörfern hatten das Kloster St. Margarethen in Waldkirch, die Kommende des Deutschen Ordens in Freiburg im Breisgau und andere Ordensniederlassungen der Region. 1838 vereinigten sich die beiden Dörfer zur heutigen politischen Gemeinde Bötzingen.
Die Bötzinger Pfarrkirche St. Laurentius ist 1275 nachweisbar. Für Oberschaffhausen wird 1286 ein Priester erwähnt. Die Albanskapelle geht auf einen Ausbruch der Pest in Freiburg zurück. 1473 baten Oberschaffhausen und Bötzingen den Bischof von Konstanz gemeinsam um die Erlaubnis, Almosen für eine Kapelle sammeln zu dürfen, mit deren Bau sie von Gott Verschonung erflehen wollten. 1481 wurde eine Pfründe – „Ein Ewige fruemeß Pfrundt  zue Schaffhausen vorgenannt, inn Sankt Albans deß Hailligen marterers Capellen“ – zur Feier der heiligen Messe in der Kapelle gestiftet, die vom Kloster Waldkirch und der Deutschordenskommende Freiburg gemeinsam vergeben wurde. Auch alle Fresken der Kapelle stammen aus der Erbauungszeit 1473 bis 1481.
Die Konfessionsverschiedenheit der Bewohner nach der Reformation führte zu Schwierigkeiten. Die heutige Hauptstraße und Bergstraße bildeten die Grenze. Die Bewohner an der Bergseite – westlich der Haupt- und nördlich der Bergstraße – gehörten zum katholischen, die Bewohner der gegenüberliegenden Straßenseiten zum protestantischen Gebiet. Da St. Laurentius und St. Alban auf „katholischem Boden“ standen, mussten die Protestanten zum Gottesdienst nach Eichstetten wandern. Bei Beerdigungen und Taufen durften sie allerdings St. Laurentius mitbenutzen. Das blieb auch nach der Errichtung einer eigenen evangelischen Kirche in Bötzingen im Jahr 1583 – der jetzige Bau stammt von 1848 – so. Erst Verhandlungen des markgräflichen Beamten Johann Georg Schlosser, des Schwagers Johann Wolfgang von Goethes, mit der vorderösterreichischen Regierung lösten 1789 „die manchmal verhaspelte konfessionelle Situation“. Anfang des 19. Jahrhunderts wurden Bestrebungen verhindert, St. Alban zugunsten des Schulhauses direkt daneben abreißen zu lassen. Die Fresken waren damals übertüncht, und die Kapelle verwahrloste. Ende des 19. Jahrhunderts wurde sie notdürftig instandgesetzt. 1929 ließ der Freiburger Theologe und Denkmalpfleger Joseph Sauer die Anbauten eines Transformatorenhauses und eines Feuerwehrschlauchturms entfernen. Erst dem Ortspfarrer Leonhard Kempf (1926–2006; Pfarrer in Bötzingen von 1959 bis 1968) gelang es von 1961 bis 1965, St. Alban gründlich zu sanieren, einschließlich eines neuen Dachstuhls und Dachreiters und der Freilegung der Fresken. Er begründete eine Stiftung, die 2008 erstmals für Arbeiten an der Kapelle Geld ausschüttete.

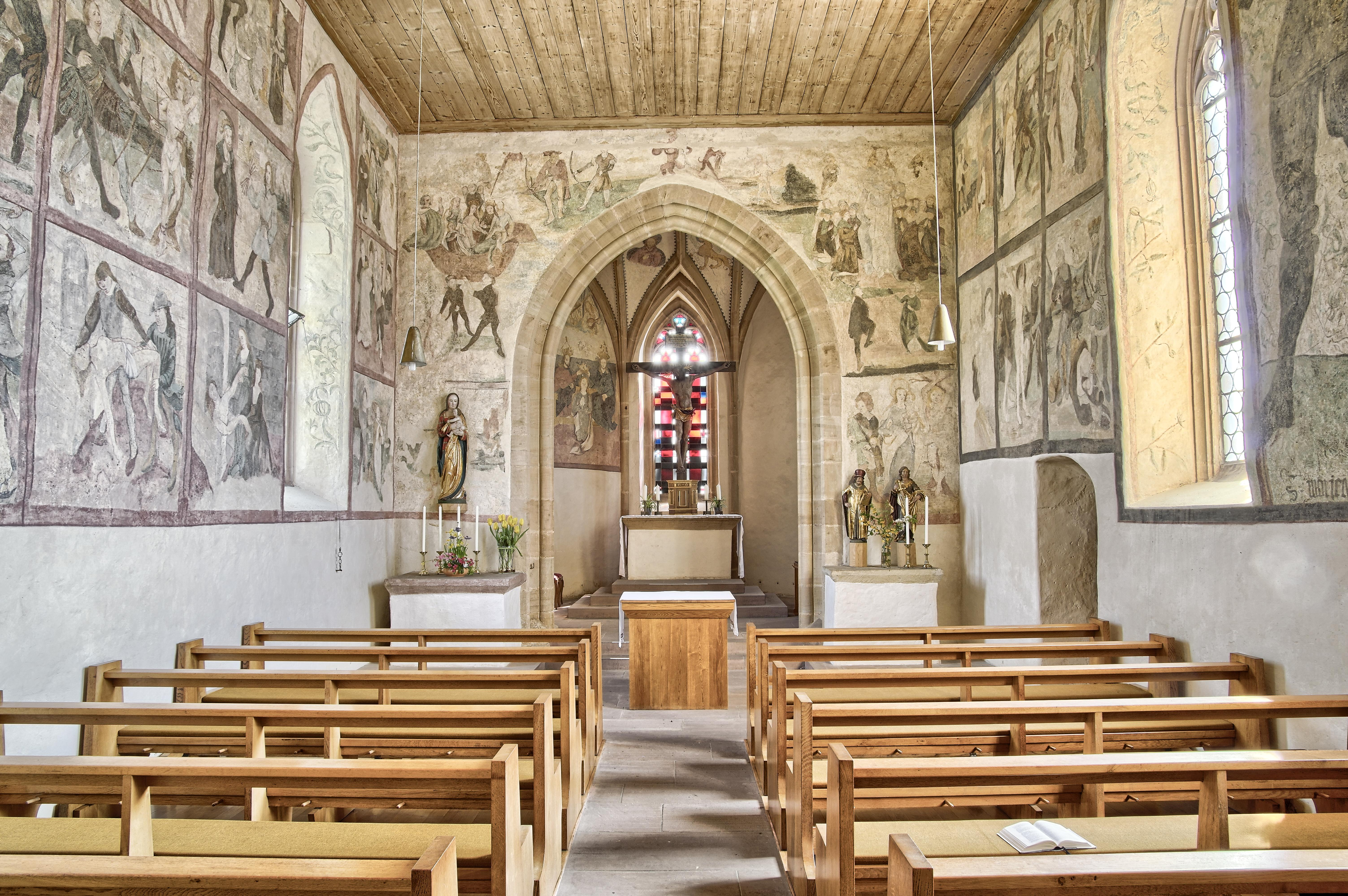
Blick zum Chor
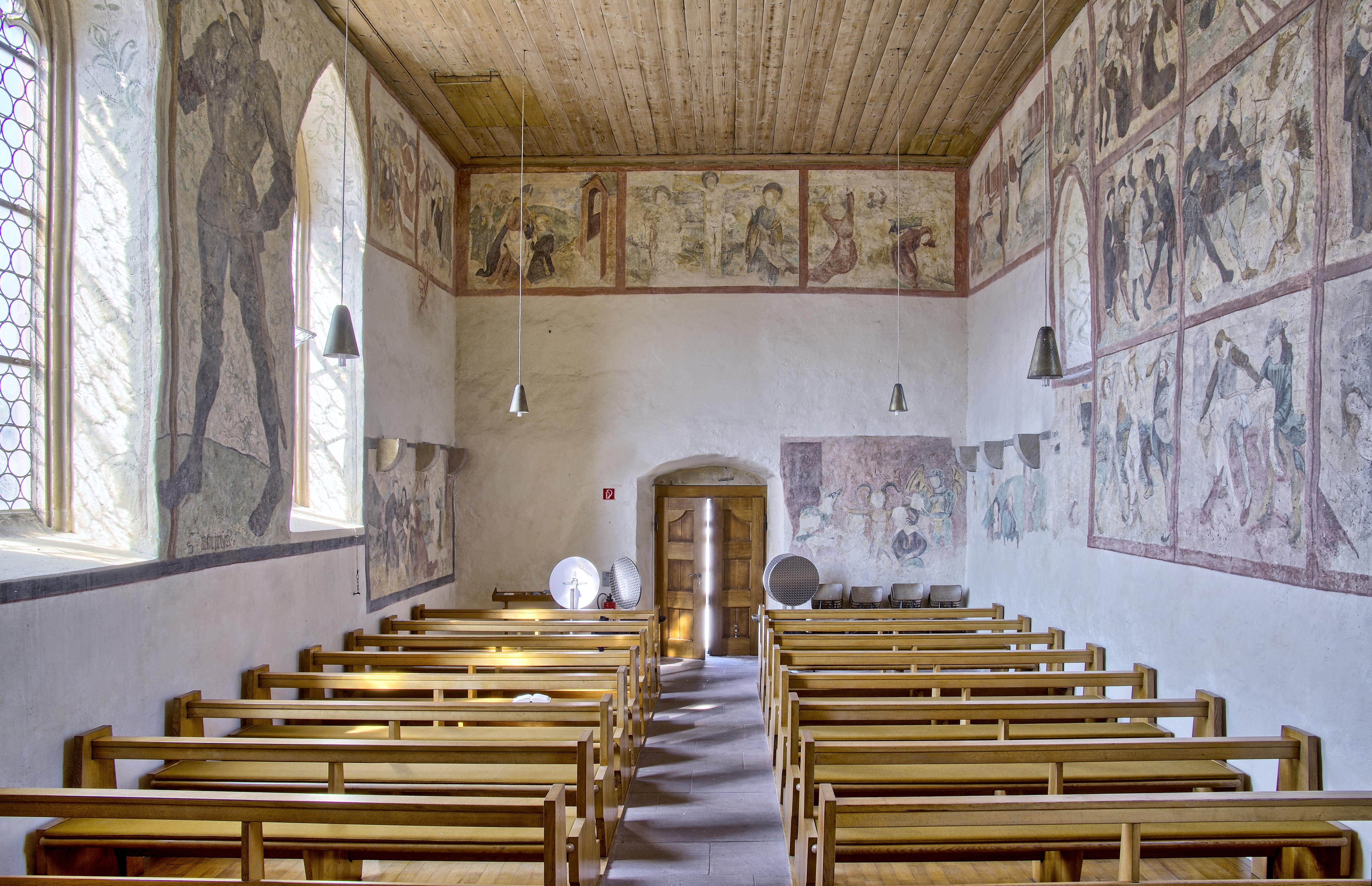
Blick zum Westeingang

## Gebäude
Nördlich der Bergstraße führt eine Treppenanlage von 2004 zur Kapelle hinauf. Das Schiff ist ein rechteckiger, flachgedeckter Saal mit einem rechteckigen Eingang in der westlichen Giebelseite und einem rundbogigen Eingang in der Südwand. Es wird durch drei große zweibahnige spitzbogige Maßwerkfenster erhellt, eines in der Nord- und zwei in der Südwand, dazu ein kleineres zweibahniges Fenster in der Nordwand. Ein reich profilierter spitzbogiger Triumphbogen führt in den in drei Seiten des Achtecks geschlossenen Chor, dessen Sterngewölbe auf kapitelllosen Wanddiensten ruht. Seine beiden zweibahnigen Fenster besitzen ähnliches Maßwerk wie die großen Fenster im Schiff. Durch die nördliche Chorwand führt eine rechteckige Tür in die tonnengewölbte Sakristei. Drei Konsolen jederseits im Westteil der Kapelle dienten als Auflager einer Empore.

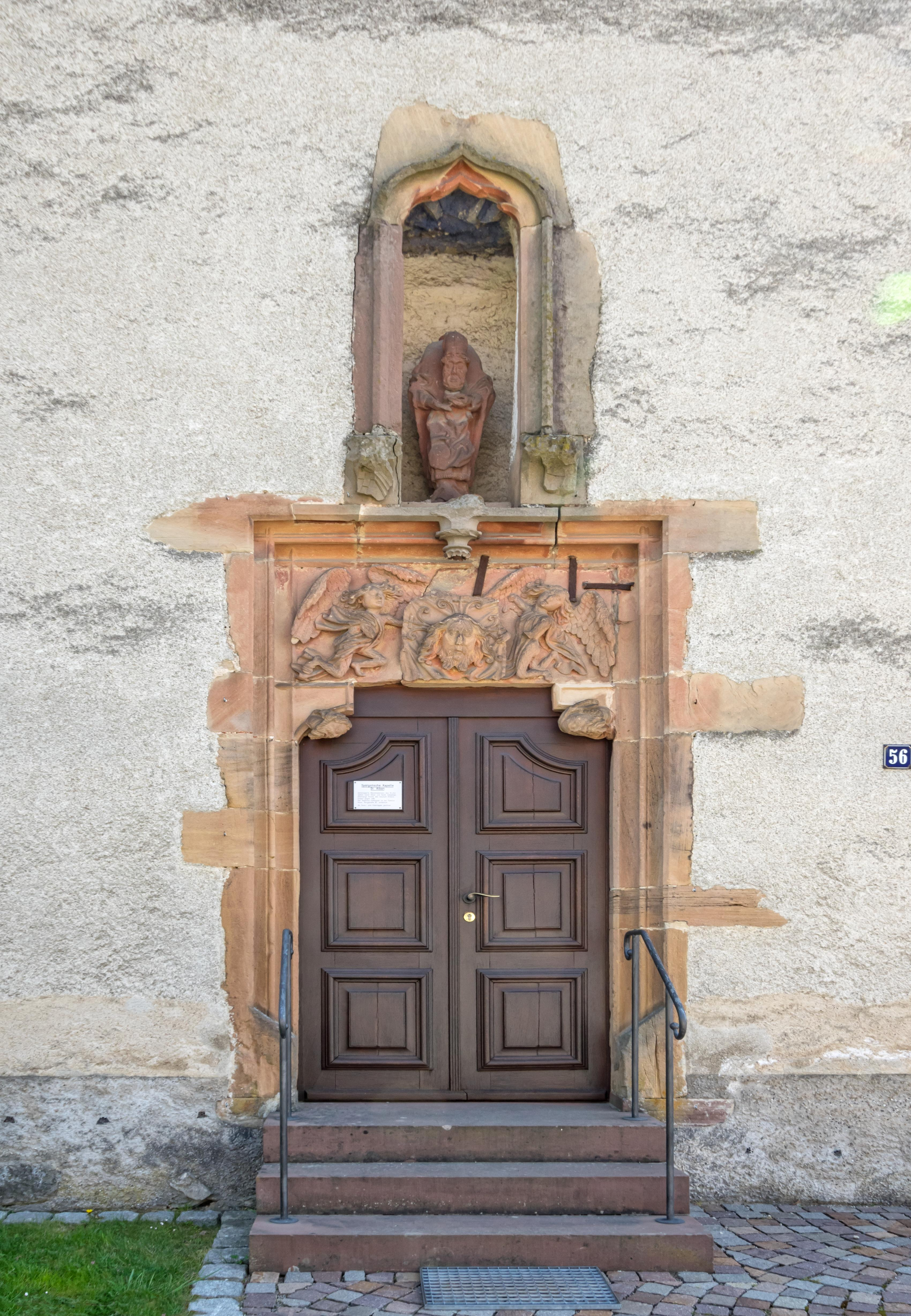
Westportal
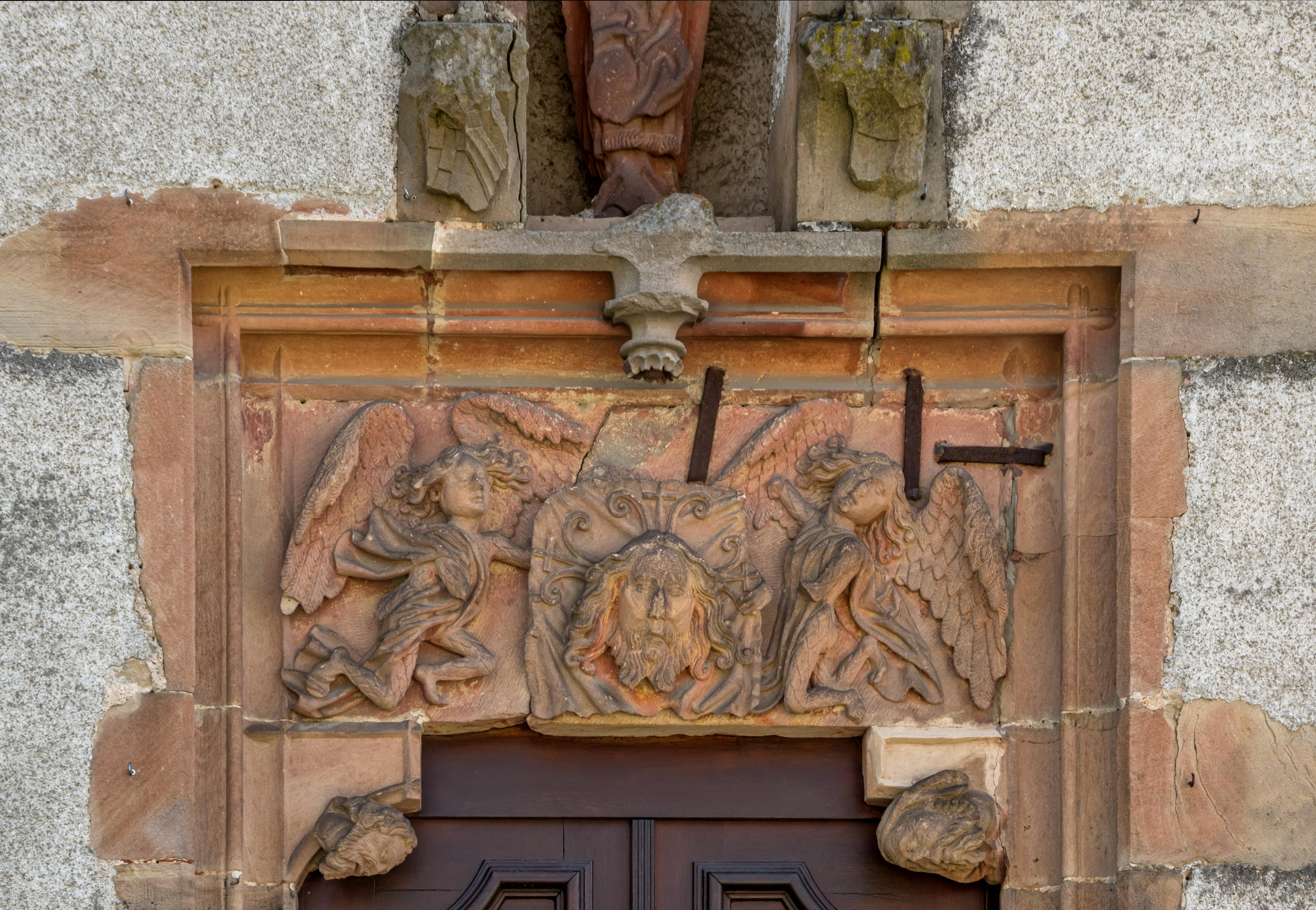
Türsturz des Westportals
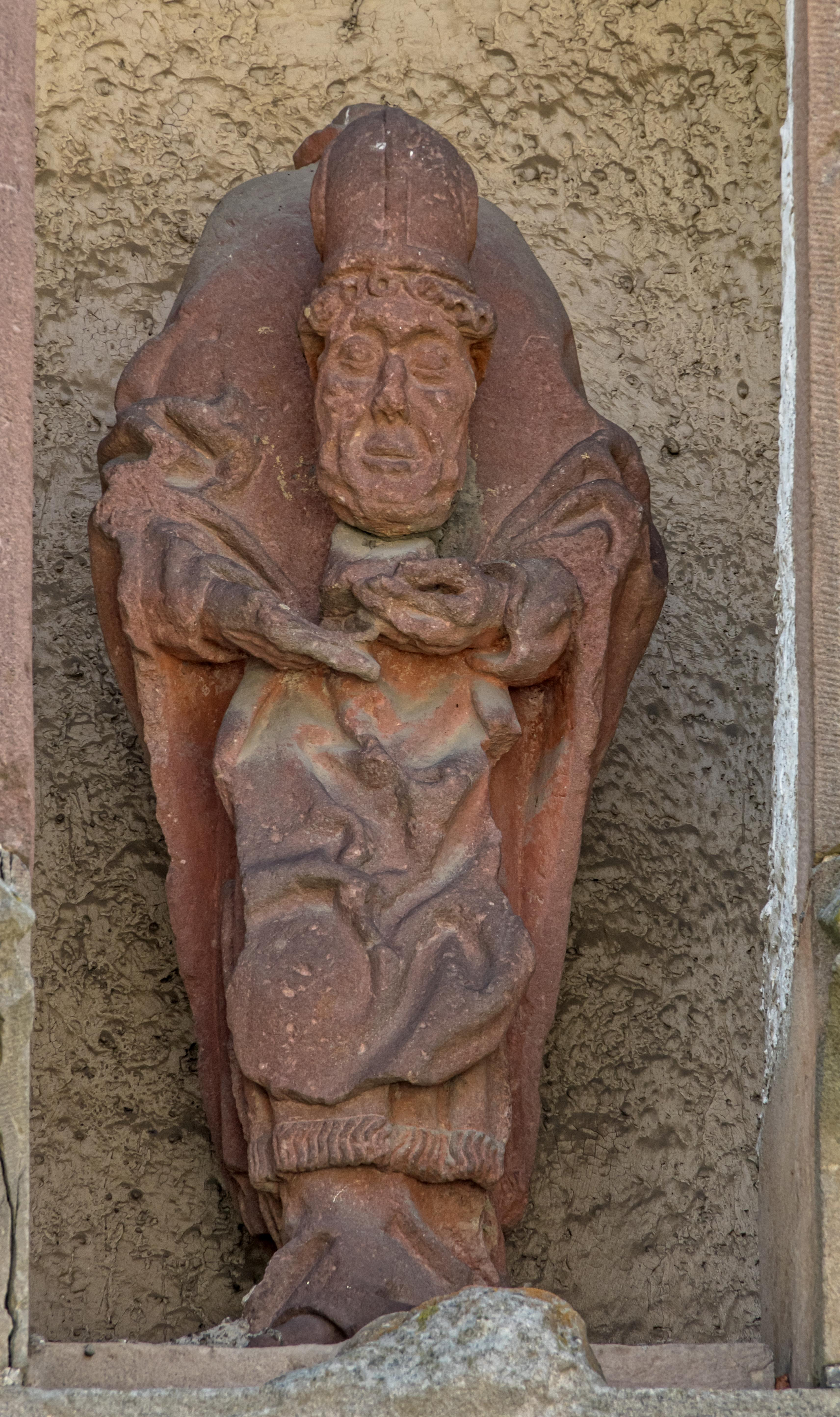
Der heilige Alban über dem Westportal

## Ausstattung

### Westportal
Das Portal ist von sich verschneidendem Stabwerk umrahmt. Auf Maskenkonsolen ruht eine tympanonartige Bildplatte. Sie stellt das Schweißtuch der Veronika dar, nach Hermann Brommer allerdings „das Grabtuch Christi mit dem verklärten Haupt des Erlösers“. Brommer fährt fort: „Diese Bildplatte muss zweifach verstanden werden. Sie macht den Kranken und Bedrängten Hoffnung, dass sie nach allen Schmerzen Erlösung erwarten dürfen. Zum anderen führte die Deutschordenskommende Freiburg, die Kirchherrin, schon seit 1270 nachweisbar das verklärte Haupt Christi mit Kreuznimbus in ihren Siegeln.“ Joseph Sauer hat die auffällige Gestaltung der das Tuch haltenden Engel, deren übergroße Flügel entfaltet und deren Beine mit einem geschlossenen Schuppenkleid bedeckt sind, auf Stiche des Meisters E. S. zurückgeführt, so dessen „Himmelfahrt der Maria Magdalena“. In einer Nische über dem Portal steht der heilige Alban von Mainz, seinen abgeschlagenen Kopf in den Händen. Er wurde nach der Legende um 406 auf einer Missionsreise in Mainz von den Vandalen enthauptet und trug seinen Kopf dorthin, wo er bestattet werden wollte. Er gilt als Schutzheiliger unter anderem gegen die Pest. Zwei Wappen am Fuß der Nische sind unleserlich geworden.

### Chor und Seitenaltäre

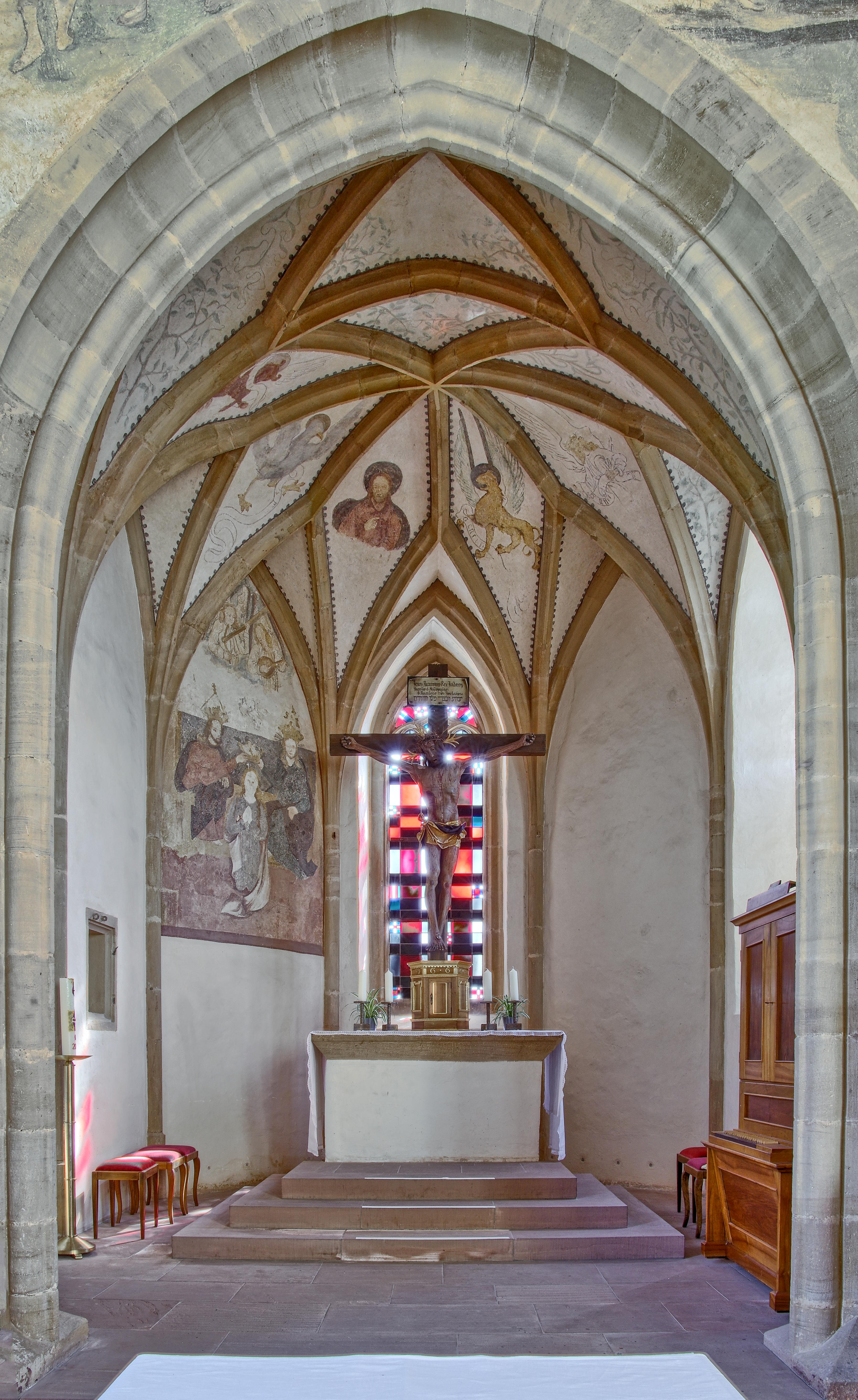
Chor
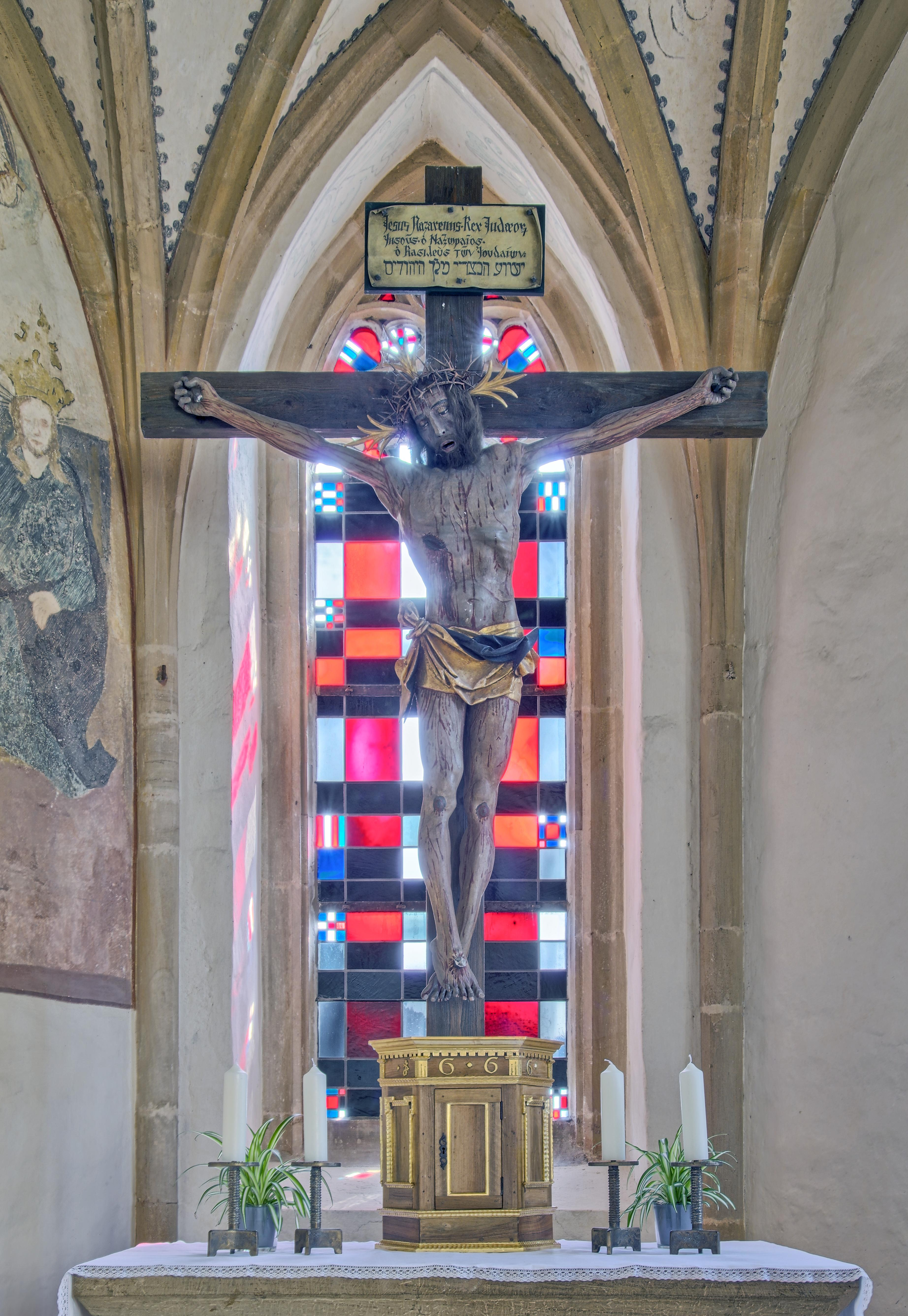
Pestkreuz
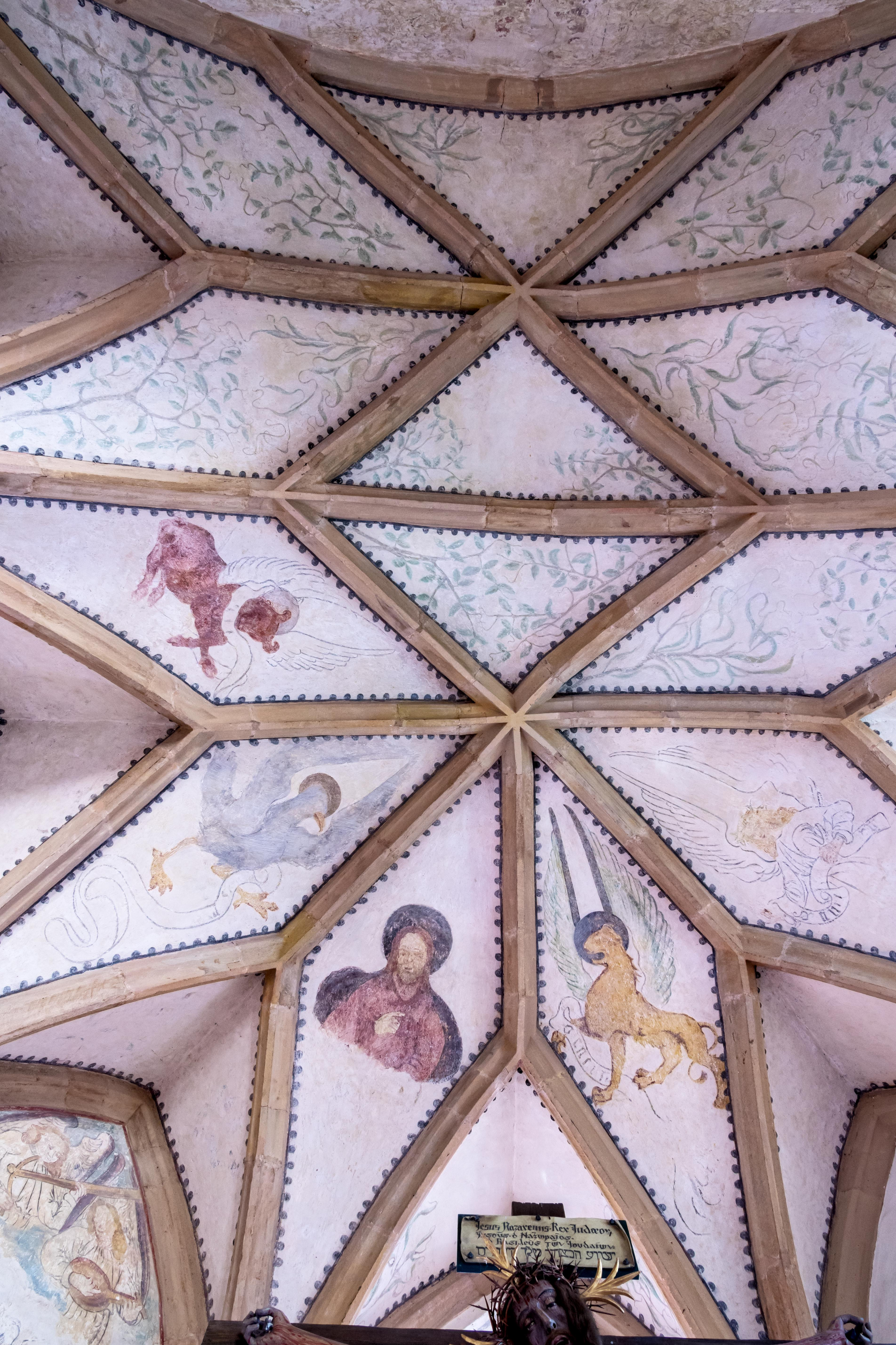
Jesus und die Evangelisten
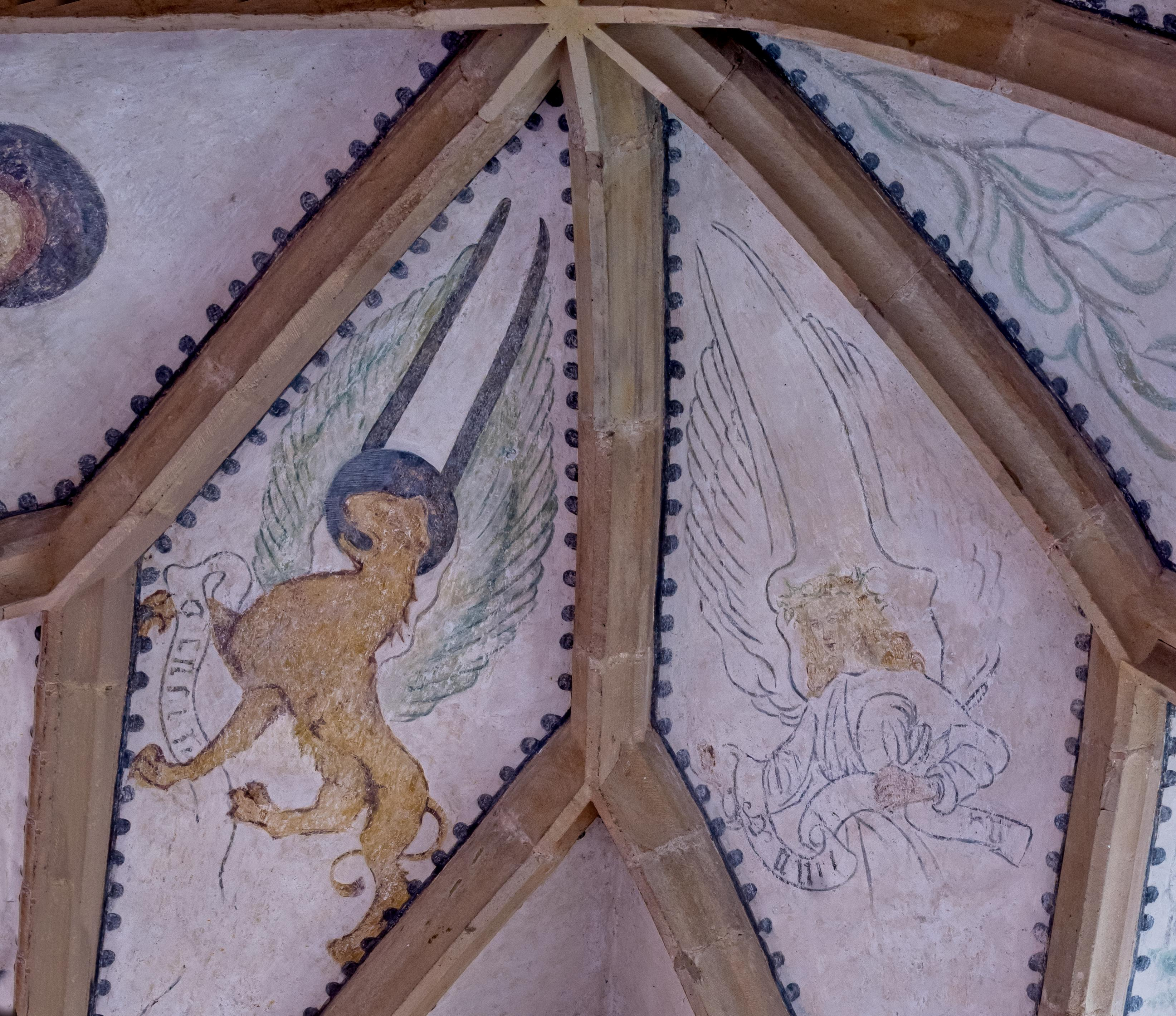
Der Löwe des Markus und der Mensch des Matthäus
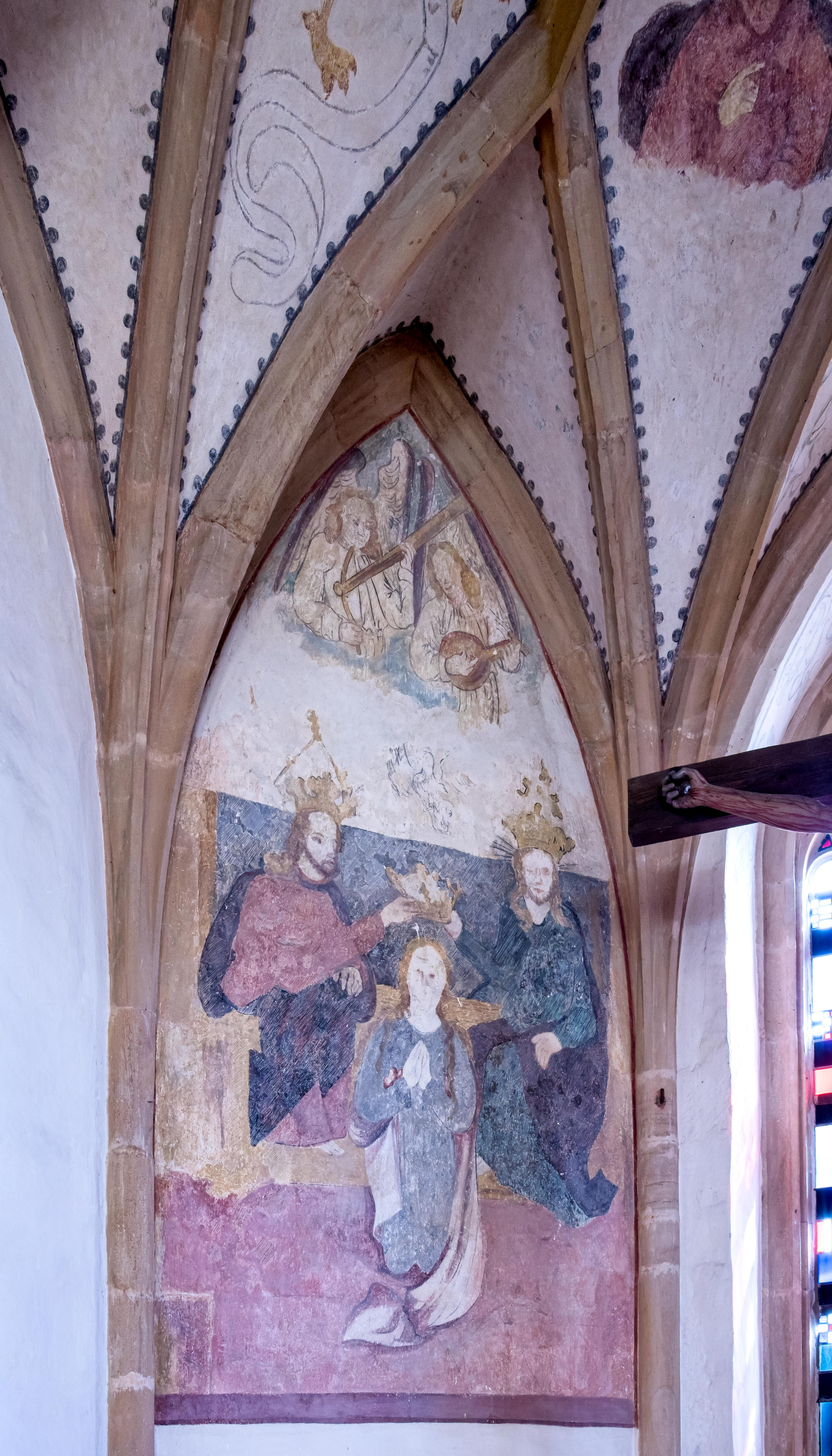
Marienkrönung

Die drei Altarmensen stammen aus der Erbauungszeit. Auf dem Hochaltar steht hinter dem 1666 datierten Tabernakel das überlebensgroße „Pestkreuz“ vom Ende des 15. Jahrhunderts. Auf dem linken Seitenaltar steht eine Madonna von etwa 1500, auf dem rechten Seitenaltar stehen die heilige Katharina von Alexandrien und der heilige Ivo. Die Deckenfresken zeigen Jesus, umgeben von den Symbolen der vier Evangelisten. Während der „Mensch“ oder „Engel“ des Matthäus  nur noch in Umrissen erkennbar ist, sind der „Löwe“ des Markus, der „Stier“ des Lukas und der „Adler“ des Johannes  auch in der Flächenfarbe erhalten. An der nordöstlichen Polygonwand prangt eine Krönung Mariens. Die Fenster im Chor entwarf Anton Wendling für die Restaurierung 1961 bis 1965.

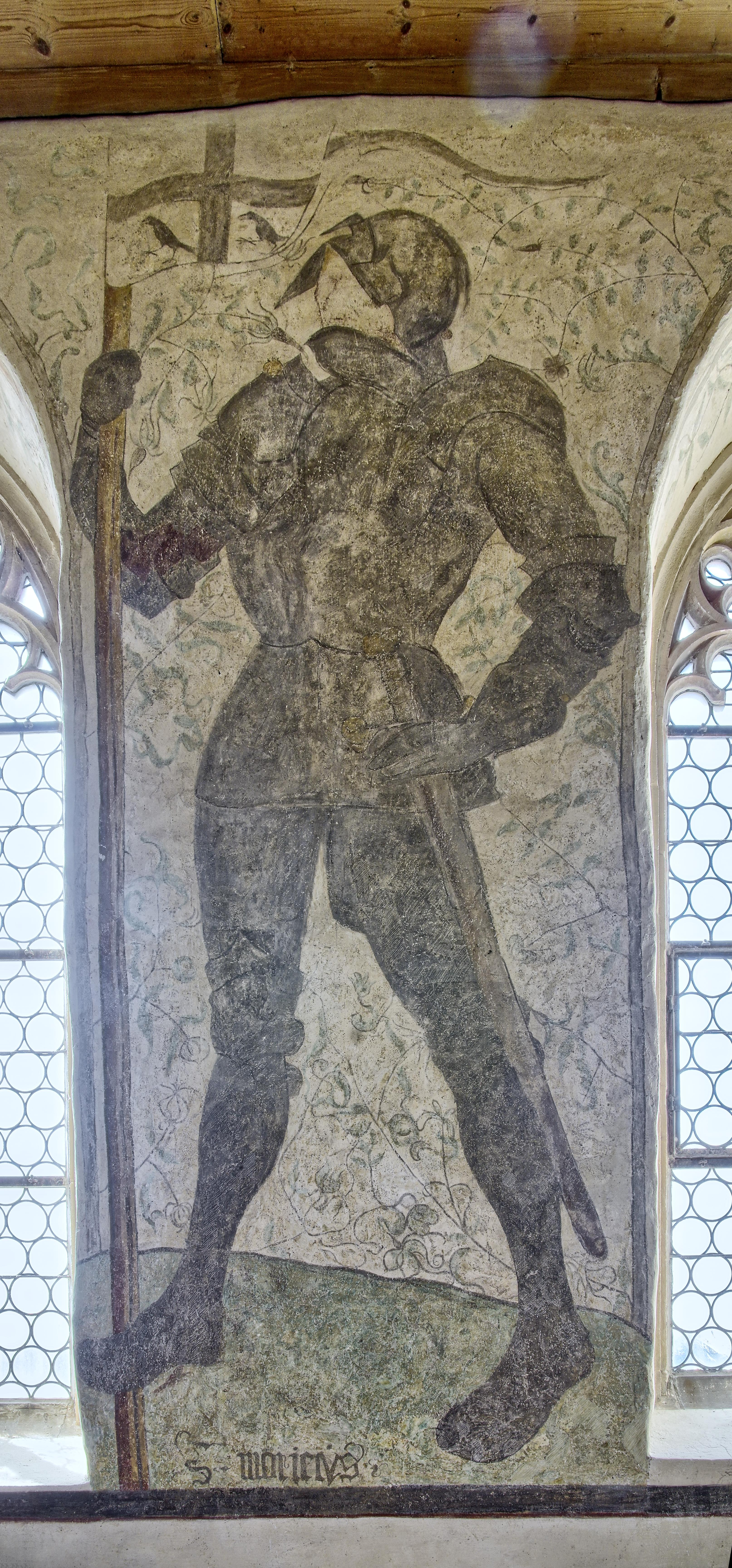
Mauritius

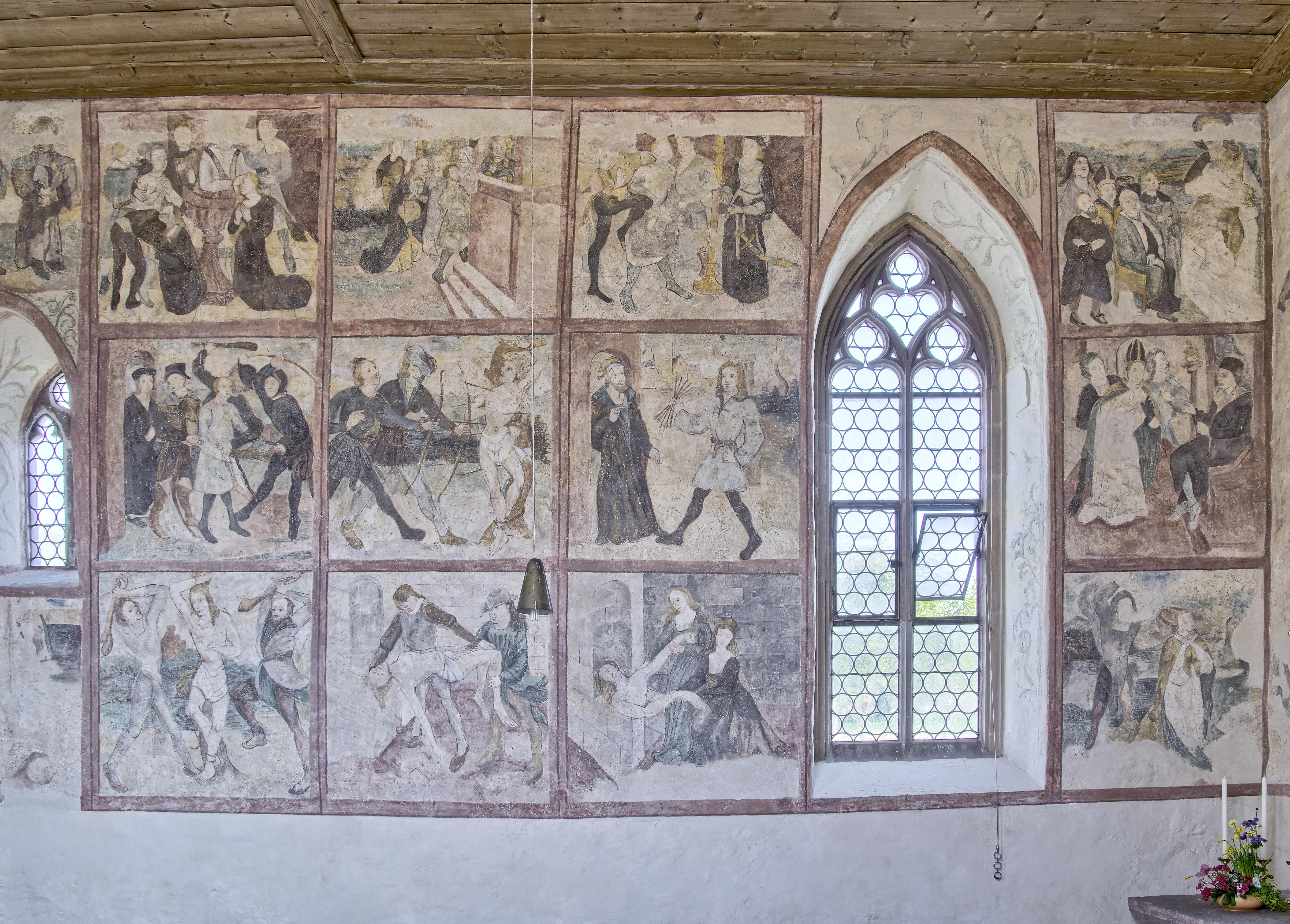
Sebastianszyklus und Beginn des Albanszyklus

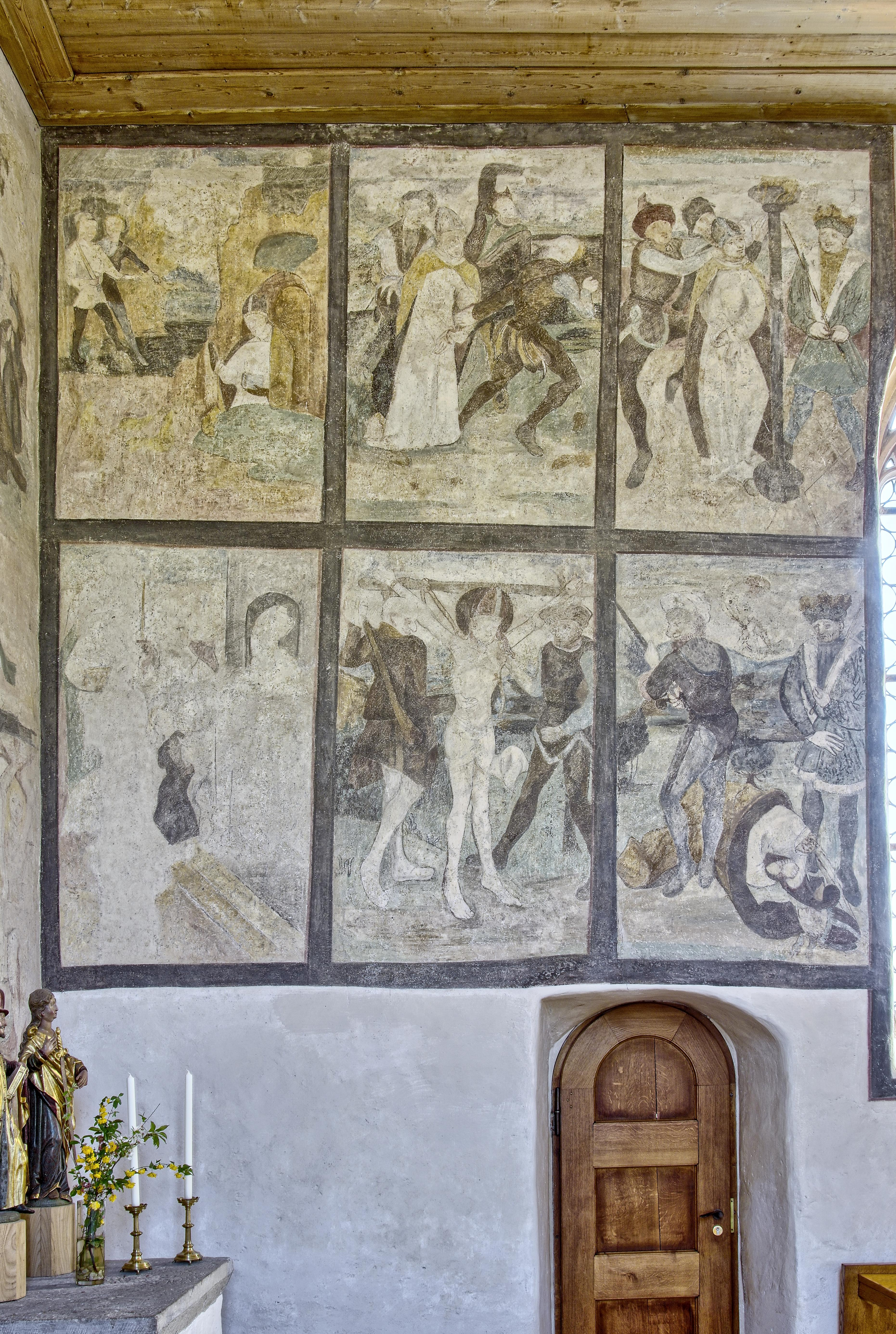
Fortsetzung des Albanzyklus

### Fresken: Mauritius, Sebastianszyklus und Albanszyklus
Die Figur des heiligen Mauritius fällt beim Eintreten in die Kapelle wegen ihrer Größe sofort auf; im Gegensatz zu den sonst kleinszenigen Bildfolgen nimmt sie die ganze Wand zwischen den beiden Südfenstern ein. Mauritius war nach seiner Legende Führer der aus dem ägyptischen Theben ausgehobenen Thebaischen Legion der römischen Armee und erlitt mit seinen Soldaten im 3. Jahrhundert den Märtyrertod. Er wurde Schutzpatron des Deutschen Ordens und der Kaiser des Heiligen Römischen Reiches. Der Ritter in St. Alban, vor zartem Rankenhintergrund weit ausschreitend, trägt am Lanzenschaft einen „Wimpel, der die weiße Deutschordensfahne mit schwarzem Balkenkreuz präsentiert“. In den unteren Kreuzfeldern trippelt je ein schwarzer Vogel. Ursprünglich waren es vielleicht vier Vögel, die den vier schwarzen Reichsadlern entsprachen, mit denen Mauritius auf einem Altarflügel aus Weisweil im Badischen Landesmuseum Karlsruhe dargestellt ist. Entsprechend einer Tradition in den südwestdeutschen, Schweizer und Elsässer Niederlassungen des Deutschen Ordens ist Mauritius nicht wie üblich ein Mohr, sondern weißhäutig. Um einer Verwechselung mit dem heiligen Georg vorzubeugen, habe der Maler „sanctus moricius“ hinzugeschrieben. „In der so gebrauchten Namensform des legendenhaften Reichsheiligen versteckt sich dezent das Wort ‚mor‘ = Mohr.“
Auf der gegenüberliegenden Nordwand ist zwischen dem großen und dem kleinen Fenster in drei Reihen zu je drei quadratischen Bildern das Martyrium des heiligen Sebastian dargestellt, der nach seiner Legende unter den römischen Kaisern Diokletian und Maximian getötet wurde. „Die einzelnen Felder <...> sind gegenseitig durch breite rote Rahmenleisten abgesetzt, die obere und linke Bildkante zudem durch eine feine dunkle Kantenlinie betont; so erhält die Rahmung einen plastischen Effekt.“ Die Folge zeigt:
- Obere Zeile links: Sebastians Taufe (als Erwachsener).
- Obere Zeile in der Mitte: Sebastian predigt auf einer durch drei Stufen erhöhten Kanzel.
- Obere Zeile rechts: Sebastian mit gebundenen Händen vor dem ein Schwert tragenden Kaiser.
- Mittlere Zeile rechts: Sebastian bringt dem in einem Torbogen stehenden Kaiser Pfeile.
- Mittlere Zeile in der Mitte – die zentrale Szene –: Sebastian,  an einen Baum gefesselt, wird mit Pfeilen beschossen.
- Mittlere Zeile links: Der überlebende Sebastian wird mit Keulen zum Richtplatz getrieben.
- Untere Zeile links: Sebastian, an einen Baum gefesselt, wird mit Keulen erschlagen.
- Untere Zeile in der Mitte: Der Leichnam wird in die Cloaca Maxima geworden.
- Untere Zeile rechts: Zwei Christinnen bergen den Leichnam, um ihn in einer Katakombe an der Via Appia beizusetzen.

Die Pfeile wurden Sebastians ständiges Attribut. Die Hoffnung, er würde vor den Pfeilen der Pest schützen, machte ihn zum Schutzheiligen gegen die Seuche und einem der vierzehn Nothelfer.
Rechts des großen Nordfensters beginnt die Darstellung des Martyriums des heiligen Alban. Der schmale Raum lässt nur Platz für drei Szenen übereinander. Auf der Südwand oberhalb der Seitentür wird die Geschichte in zwei Reihen zu je drei Bildern fortgesetzt, so dass sich insgesamt wie bei Sebastian neun Szenen ergeben. Die Bilder im Süden sind der verfügbaren Fläche entsprechend hochrechteckig. Sie sind durch grauschwarze Rahmenstreifen abgegrenzt, und jedes Bild ist zudem von einer feinen schwarzen Linie umzogen. Die Folge zeigt:
- Nordwand oben: Alban, wie stets mit einer Bischofs-Mitra, lauscht in einer Gruppe von Zuhörern dem thronenden Christus. „Wegen seiner überragenden Größe, dem deutlichen Heiligenschein und dem besonderen Gewand kann nur Christus gemeint sein.“
- Nordwand darunter: Alban steht vor einem thronenden Herrscher.
- Nordwand unten: Verfolgung Albans durch einen knüppelschwingenden Mann.
- Südwand obere Zeile links: Zwei Soldaten kommen auf Alban zu, der aus einem Torbogen tritt.
- Südwand obere Zeile in der Mitte: Die Soldaten zerren Alban mit sich.
- Südwand obere Zeile rechts: Alban mit gefesselten Händen vor einem Herrscher.
- Südwand untere Zeile links: Nur die Umrisse Albans mit der Mitra sind noch zu erkennen.
- Südwand untere Zeile in der Mitte: Alban, nackt bis auf ein Lendentuch und an einen Kreuzpfahl gebunden, wird mit Knütteln geschlagen.
- Südwand untere Zeile rechts: Die Enthauptung. Der Herrscher steht seitlich. Der Henker, das Schwert noch in der Hand, wendet sich ab.

Abweichend wurden die sechs Bilder an der Südwand 2014 von der Kunsthistorikerin Marina Obrecht als dem heiligen Blasius geltend gedeutet, der als einer der vierzehn Nothelfer ebenfalls gegen Krankheiten angerufen wird.

### Fresken der Chorbogenwand

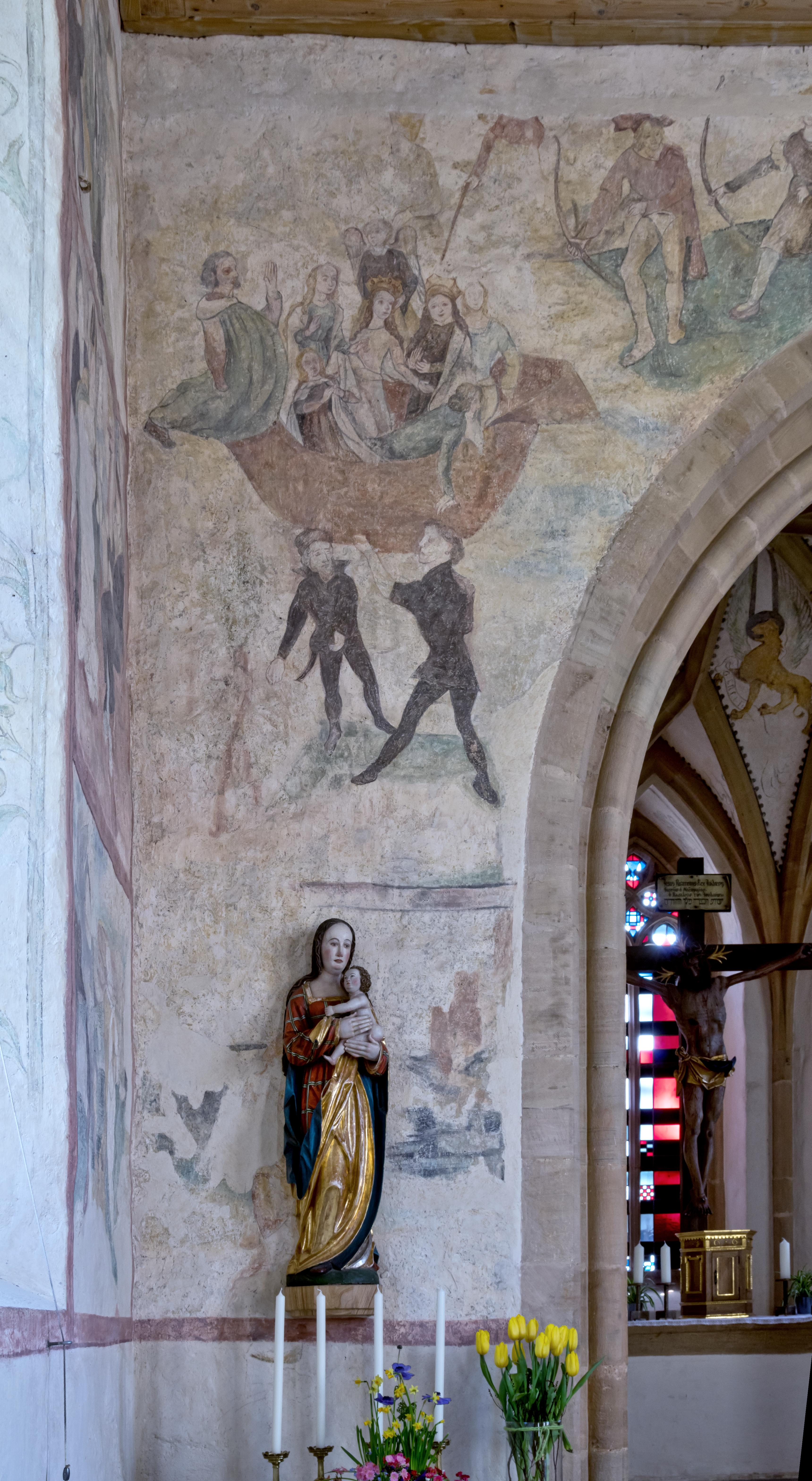
Chorbogenwand links
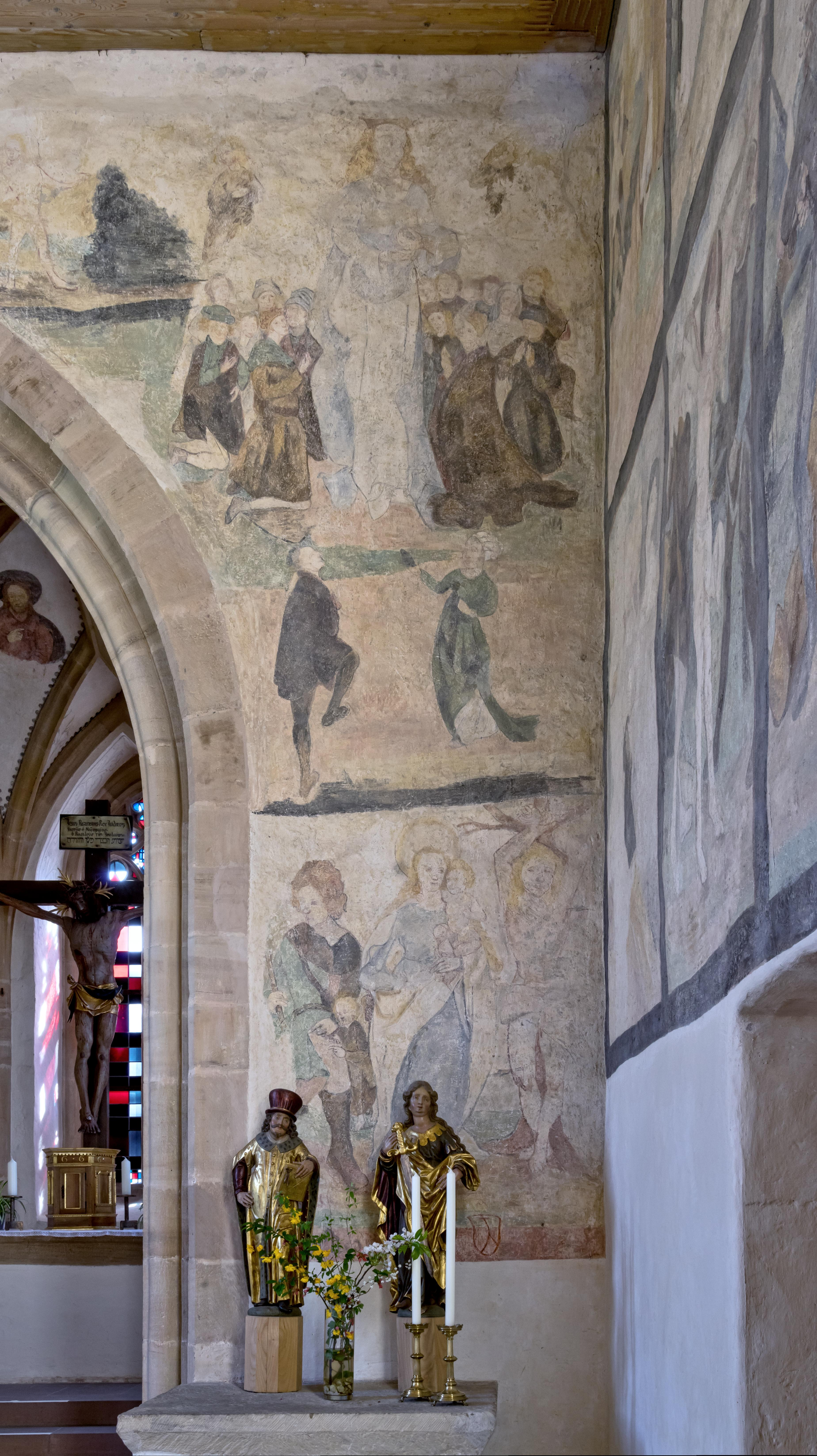
Chorbogenwand rechts

Den linken oberen Teil der Chorbogenwand füllt ein Gemälde der heiligen Ursula von Köln. Sie wurde nach ihrer Legende auf einer Pilgerfahrt rheinaufwärts, mit dem Ziel Rom, in Köln mitsamt ihren Gefährtinnen von den Hunnen, also im 5. Jahrhundert, getötet. in St. Alban sitzt sie, von ihren Gefährtinnen umgeben und von einem Engel begleitet, in einem Schiff. Auf dessen Rand mag der Hunnenprinz knien, der um sie geworben hatte. Ursula trägt eine Krone auf ihrem lang herabfallenden Haar. Die Hunnen werden durch die Bogenschützen oben und die zwei schwarzgekleideten Gestalten unten vertreten.
Auf dem rechten Teil der Chorbogenwand sind unten von links nach rechts der heilige Rochus von Montpellier, Maria mit ihrem Kind auf dem linken Arm und wieder Sebastian, mit den Händen über dem Kopf an einen Baum gebunden und von einem Pfeil durchbohrt, dargestellt. Die Wand darüber schmückt ein großes, figurenreiches Bild der heiligen Elisabeth von Thüringen. Sie gründete in Marburg, wo sie mit 24 Jahren starb, ein Spital für Arme und Kranke und wurde eine Patronin des Deutschen Ordens. „Erhaben und groß steht die jugendlich schlanke Figur in langen Gewändern da. Die Krone auf ihrem langgelockten Haupt mit den gütig blickenden Augen ist nur mehr teilweise zu sehen.“ Aus ihrer Schürze teilt sie Gaben an die Bittflehenden aus, über denen zwei Engel schweben. Mit dem Paar darunter mögen die Stifter der Malerei gemeint sein.

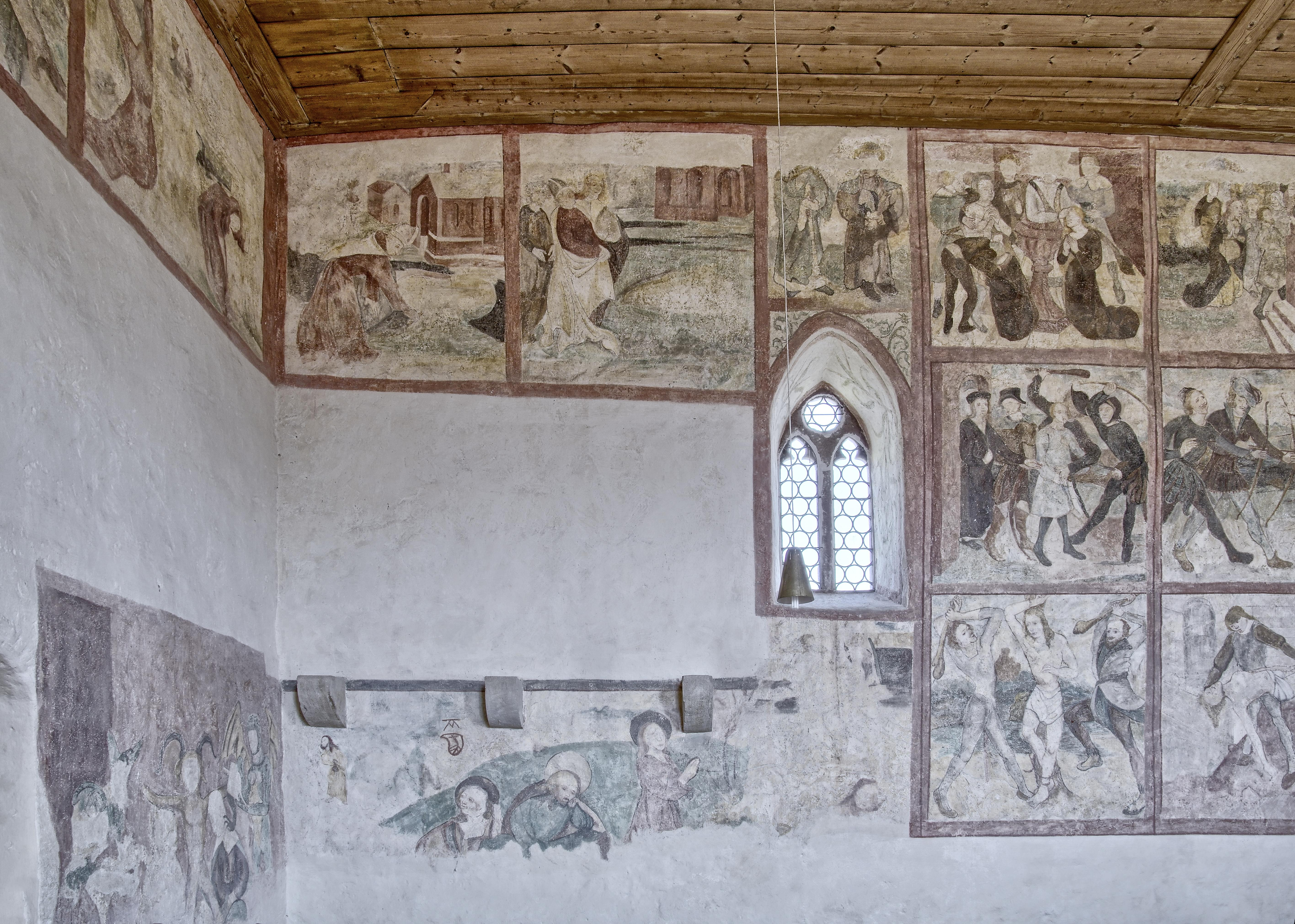
Jesus am Ölberg, Beginn des Sebastianszyklus, Cosmas und Damian
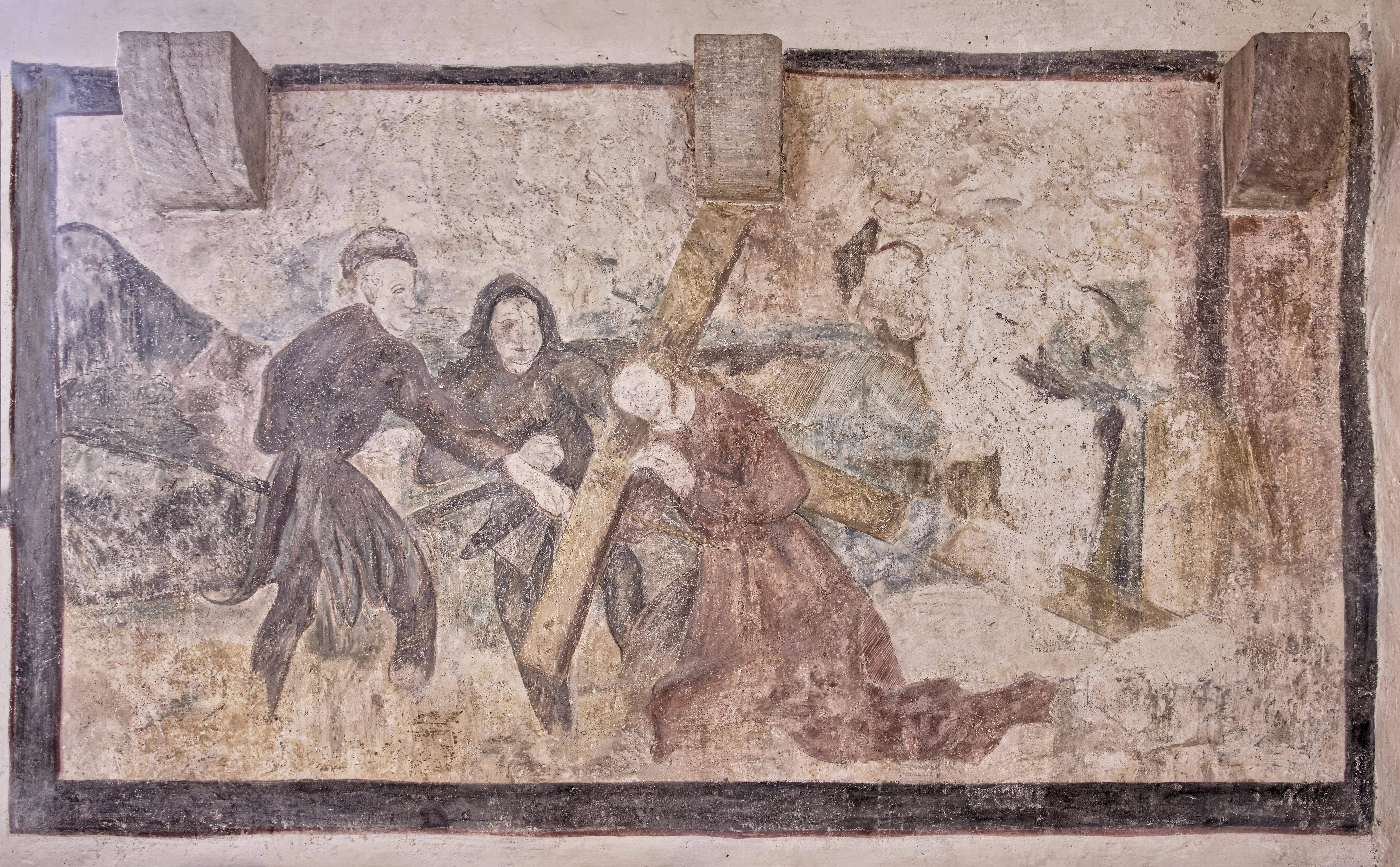
Kreuztragung
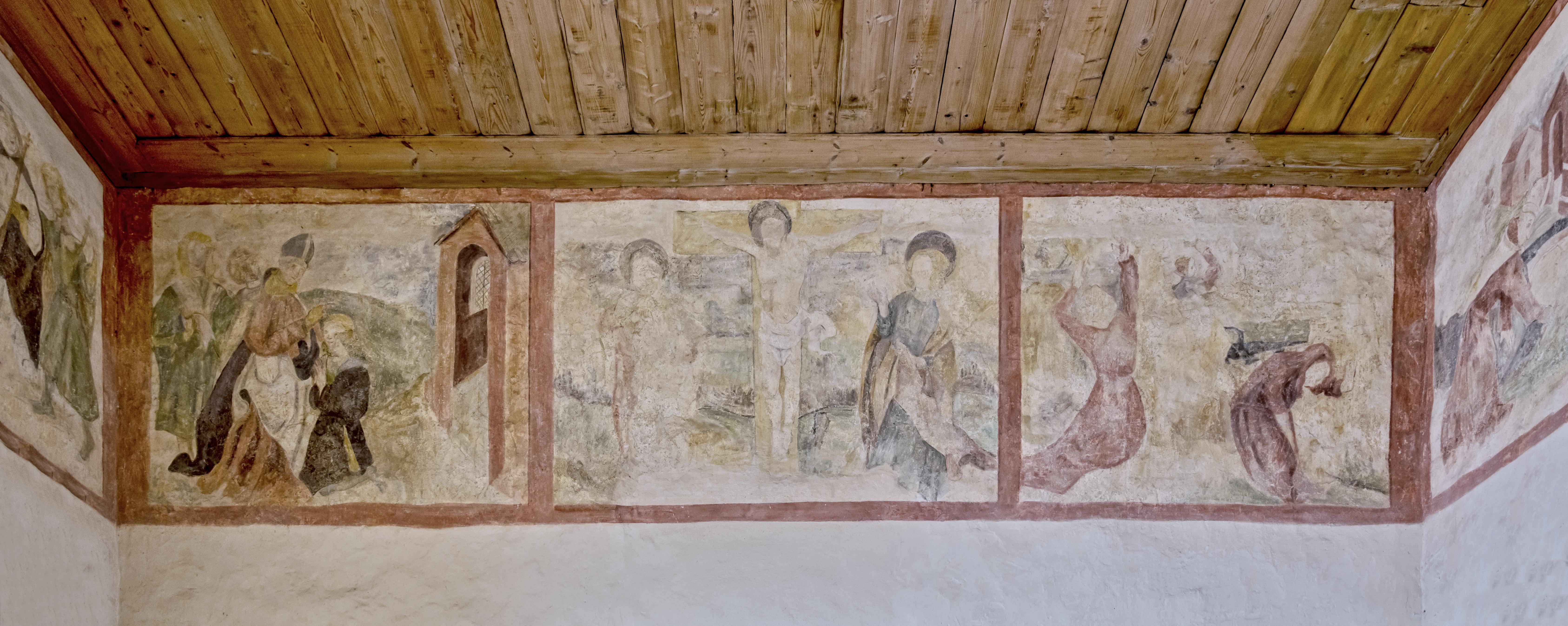
Kreuzigung und unbekannte Szenen

### Fresken im Westteil
Im unteren nördlichen Teil der Westwand hält ein gehörnter Teufel zwei Personen in seinen Fängen, möglicherweise Teil eines Jüngsten Gerichts, dessen Gegenstück, die Aufnahme der Seligen in den Himmel, ähnlich der Komposition im Westen des Breisacher Stephansmünsters, fehlen würde. Einige Szenen im Westen der Kapelle könnten zum Leben der Ärzteheiligen Cosmas und Damian gehören.
Drei Bilder stammen aus der Passion Christi. Unten im Westen der Nordwand sind Reste einer Ölbergszene zu erkennen (Mt 26,36-56 ). Jesus kniet, nach rechts gewendet. Hinter ihm sitzen zwei Apostel, vermutlich Petrus und, nach seinem jugendlichen Aussehen, Johannes. Johannes blickt zu einer kleinen Gestalt links, Judas mit dem Geldbeutel. „Das nach der mittelalterlichen Farbsymbolik wohl hier bewußt gewählte Gelb des Gewandes, die Farbe der Falschheit und des Verrats, hebt ihn, trotz seiner Kleinheit, deutlich vom ursprünglich blauen Hintergrund ab.“ Gegenüber an der Südwand bricht Jesus unter der Last des Kreuzes zusammen. Das mittlere Bild an der Westwand unmittelbar unter der Decke zeigt Jesus am Kreuz zwischen Maria und Johannes.

### Glocke
Die Geschichte der Glocken spiegelt die Konfessionsgeschichte wider. Die ursprüngliche Glocke von St. Alban wurde im Zweiten Weltkrieg eingeschmolzen. 1947 beschlossen die Protestanten, die ihnen eigene Glocke des damaligen Oberschaffhauser Schulhauses St. Alban als Dauerleihgabe zu überlassen. Diese Glocke wiederum stammte aus der protestantischen Kirche von 1583 und kam beim Neubau 1848 in die Oberschaffhauser Schule. Sie trägt die Inschrift

„ZUR EHRE GOTTES WURDE ICH GEGOSSEN VOR DIE MARGGRAFISHE GEMEIND BÖTZINGEN 1755 <?> DA JO BERNHARD VETTERLIN PFARRER JOSEPH ENDERLIN VOGT MICHAEL BRODBECK STABH MICHAEL JACOB LEU JO GEORG STÄHLIN JO BÜHLER JO BRENN RIKTERE WAREN.“

Auch die Modalitäten der Benutzung wurden 1947 vereinbart. Vor evangelischen Gottesdiensten läutet das Glöckchen zwei Minuten am Stück, vor katholischen Gottesdiensten zweimal eine Minute mit einer Pause dazwischen. „Zu den Betzeiten um 6, 11 und 19 Uhr aber ruft es alle Christen gleich – echt ökumenisch eben, wie die Geschichte dieses Glöckleins.“